# Kosaras Vilmos
Kosaras Vilmos (Zalabesenyő, 1940. május 24. – Toronto, 2011. augusztus 13.) magyar színész, rendező.

## Életpályája
1962-ben végzett a Rózsahegyi Kálmán színiiskolájában, majd a győri Kisfaludy Színház tagja lett. 1965-ben Budapestre a Kamara Varietébe szerződött, ahol színészként és művészeti titkárként dolgozott, de rendezett, valamint díszlettervezéssel is foglalkozott. Játszott Kabos Lászlóval, Kibédi Ervinnel, Feleki Kamillal, Bodrogi Gyulával, Voith Ágival, Császár Angélával.
1966-ban a Magyar Televízió rendezőasszisztense lett, ahol Horváth Ádám mellett dolgozott.
1967-ben újra megnyílt a Moulin Rouge. Művészeti vezetőként és rendezőasszisztensként dolgozott. A magyar revü megszállottja - Bogár Richárd, Medveczky Ilona, Izsmán Nelly, Szécsi Pál, és számtalan énekes, táncos és artista lép fel műsorukban.
1973-ban Kanadába települt, ahol Kertész Sándor színházában a Torontói Művész Színházban lépett fel. 1987-ben Kertész bezárta a színházat Kosaras megalapította saját színházát, Torontói Magyar Színház néven. Több mint 150 hazai művészt vitetett ki amerikai turnéra, varieté show-kba vagy színházi előadásokra. 1993-ban a Torontói Magyar Színház Magyarországon vendégszerepelt a Kisvárdai Határon túli Színházak Fesztiválján, ahol Arthur Miller: Pillantás a hídról című darabját mutatták be.
1997-ben kapta meg a Pro Cultura Hungarica díjat, 2006-ban pedig a Magyar Köztársasági Érdemrend tisztikeresztjével tüntették ki.
2008 februárjában Zalaegerszeg városa a Város Tiszteletbeli Polgára címet adományozta neki.
8 éven át volt a Kanadai Magyar TV producere.

## Színpadi szerepei
- Bertolt Brecht: Koldusopera - Jimmy
- Molnár Ferenc: A Pál utcai fiúk - Nagy Pásztor
- Madách Imre: Az ember tragédiája - Gyáros
- Michelangelo, Az igazi - Dudás
- William Shakespeare: Rómeó és Júlia - Baltazár
- Lev Nyikolajevics Tolsztoj: Anna Karenina - Anna bátyja
- Victor Hugo: Királyasszony lovagja - Medigony
- Ábrahám Pál: Viktória - Japán őr
- Lillian Hellman: Kisvárosi játékok - Szállítómunkás
- Király Dezső: Az igazi - Parány
- Johann Strauss: A denevér - Iván, szolga
- Edmond Rostand: Cyrano de Bergerac - Pástétomsütő
- Moldova György: Arrivederci Budapest - Raktáros
- Csizmarek Mátyás: Susu - Lipót
- Fejér István: Hello, dolcsi! - Kocsmáros
- Fejér István: Kolumbusz tojása
- Fjodor Mihajlovics Dosztojevszkij: A félkegyelmű - Sztyiva
- Fülöp Kálmán: Bajnokcsapat - Szurkoló
- Kálmán Imre: Csárdáskirálynő - Bóni gróf
- Molnár Ferenc: A doktor úr - Puzsér
- Heltai Jenő: A néma levente - Beppó

### Rendezései
- Petőfi Sándor: János vitéz
- Huszka Jenő: Lili bárónő
- Nóti Károly: Hyppolit, a lakáj
- Jerry Bock: Hegedűs a háztetőn
- Arthur Miller: Pillantás a hídról

## Filmjei
- Patika (1995)